# Zdzisław-Krzyszkowiak-Stadion

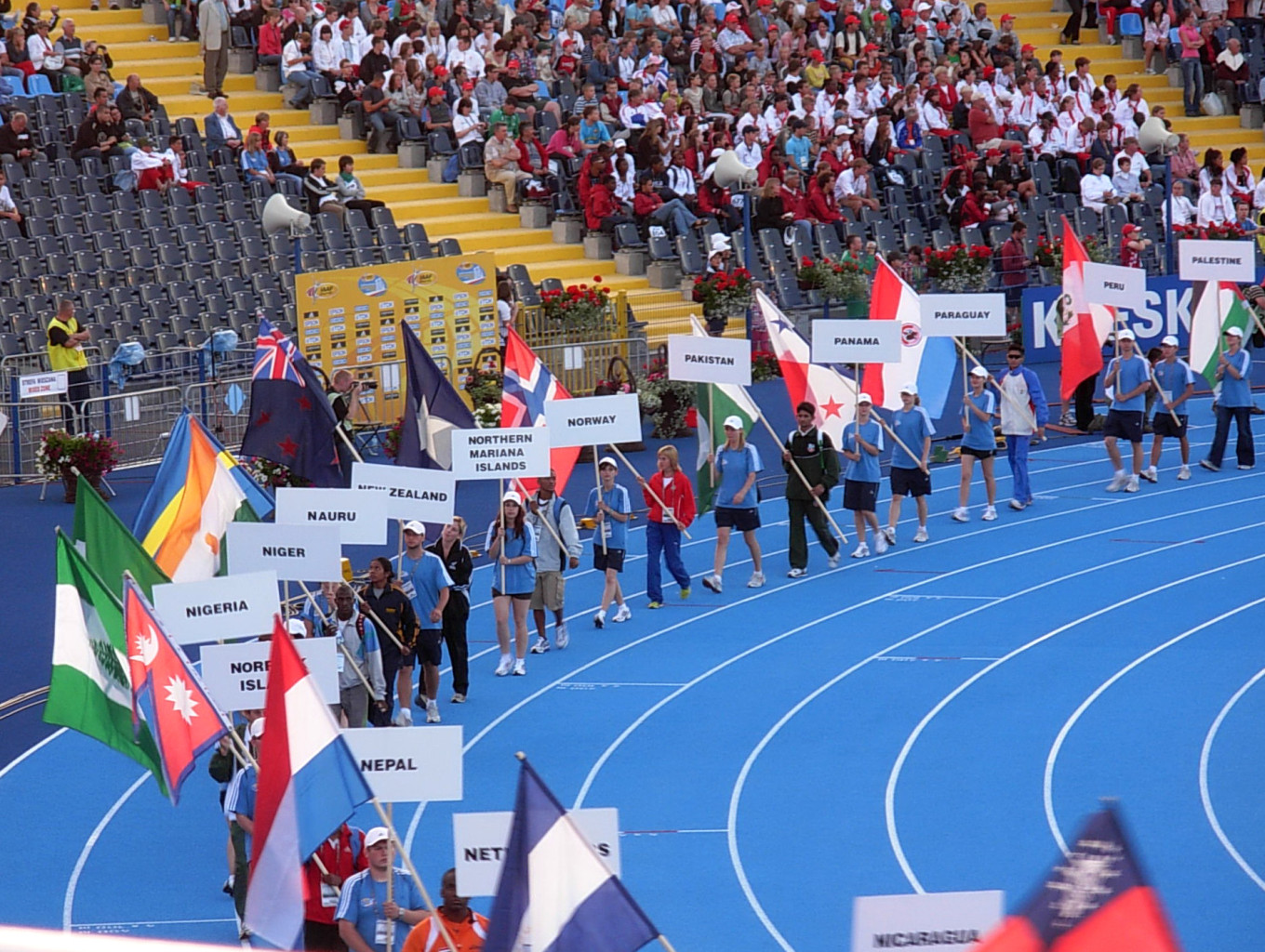
Leichtathletik-Juniorenweltmeisterschaften 2008 in Bydgoszcz

Das Zdzisław-Krzyszkowiak-Stadion (polnisch Stadion im. Zdzisława Krzyszkowiaka) ist ein Fußballstadion mit Leichtathletikanlage in der polnischen Stadt Bydgoszcz, Woiwodschaft Kujawien-Pommern. Es ist die Heimstätte des Fußballvereins Zawisza Bydgoszcz. Benannt ist es nach dem polnischen Leichtathleten Zdzisław Krzyszkowiak. Die Anlage bietet insgesamt 20.247 Zuschauern einen Sitzplatz.
Das Stadion befand sich von 2007 bis zum Juni 2008 in einem weitreichenden Umbau für die 12. Leichtathletik-Juniorenweltmeisterschaften, die 2008 in Bydgoszcz stattfanden. Nach dem Umbau entspricht die Sportstätte der UEFA-Stadionkategorie 4. Der Eigentümer des Stadions ist seither die Stadt Bydgoszcz.
Im Juni 2017 war die Fußballarena einer der Austragungsorte der U-21-Fußball-Europameisterschaft. Es fanden drei Gruppenspiele statt.

## Einweihung
Zur Einweihung des Stadions wurde ein Fußballturnier veranstaltet, an dem Armee-Sportvereine teilnahmen.
- 21. Juli 1957: Vorwärts Berlin – Wawel Kraków 3:0
- 22. Juli 1957: Zawisza Bydgoszcz – Vorwärts Berlin 2:1

## Sportveranstaltungen
- 14 der 92 Polnischen Meisterschaften in der Leichtathletik (zuletzt 2016)
- 1979 – Leichtathletik-Junioreneuropameisterschaften 1979
- 1990 – Polnischer Fußball-Supercup
- 1999 – Kadetten-Weltmeisterschaften (Leichtathletik)
- 2000 – Europäische 1. Liga (Leichtathletik)
- 2001 – 1. Europäisches Staffel-Festival (Leichtathletik)
- 2003 – 4. Leichtathletik-U23-Europameisterschaften
- 2004 – Europäische Superliga (Leichtathletik)
- 2008 – VIII. Europäisches Leichtathletikfestival
- 2008 – 12. Leichtathletik-Juniorenweltmeisterschaften
- 2010 – 38. Crosslauf-Weltmeisterschaften
- 2010 – Finale des polnischen Fußballpokals
- 2011 – Finale des polnischen Fußballpokals
- 2016 – 16. Leichtathletik-Juniorenweltmeisterschaften
- 2017 – U-21-Fußball-Europameisterschaft 2017
- 2017 – 11. Leichtathletik-U23-Europameisterschaften
- 2019 – U-20-Fußball-Weltmeisterschaft 2019
- 2019 – Leichtathletik-Team-Europameisterschaft